# Hircano II
João Hircano II (em hebraico:  יוחנן (הורקנוס)) (ca. 103 a.C. — Jerusalém, 30 a.C.), membro da dinastia dos Asmoneus, foi sumo sacerdote, etnarca e rei da Judeia, no século I a.C.

## Ascensão
Hircano era o filho mais velho de Alexandre Janeu e Salomé Alexandra. Quando Alexandre Janeu morreu, em 79 a.C., ele ordenou que sua esposa, Alexandra, passasse a administrar o reino, e seu filho mais velho, Hircano, se tornasse sumo sacerdote. Alexandra cumpriu seu desejo, principalmente porque Hircano era mais fácil de tratar que seu irmão mais novo, Aristóbulo, que se contentou em seguir uma vida privada.
Alexandra governou o reino por nove anos, com o poder de fato sendo exercido pelos fariseus. Em 70 a.C., Alexandra ficou muito doente, e Aristóbulo, ambicionando o reino, se dirigiu às guarnições que eram leais ao seu pai, para planejar a tomada do poder. Quando chegaram à corte as notícias de que as cidadelas estavam se declarando por Aristóbulo, a esposa e os filhos de Aristóbulo, que ele havia deixado em Jerusalém, foram presos na cidadela próxima do templo. Aristóbulo reuniu uma grande multidão e passou a agir como rei.
Hircano, o sumo sacerdote, e os anciãos dos judeus foram à rainha perguntar o que fazer, e ela, já sem forças, disse para eles fazerem o que seria melhor pelo bem comum. Logo depois ela morreu.
Hircano tornou-se rei, no terceiro ano da 177a olimpíada, quando Q. Hortênsio e Q. Metelo, mais tarde cognominado Crético, eram cônsules em Roma.

## Deposição
Hircano foi derrubado por Aristóbulo, segundo Flávio Josefo, três meses depois da morte de Alexandra. James Ussher, porém, calculou que Hircano reinou até 67 a.C., e que Josefo teria errado, trocando três anos por três meses.
As forças de Aristóbulo lutaram contra as de Hircano em Jericó, e Aristóbulo foi vencedor. Hircano fugiu para a cidadela onde estavam a esposa e os filhos de Aristóbulo. Os irmãos chegam a um acordo: Aristóbulo reinaria, e Hircano poderia viver uma vida privada, usufruindo dos bens que ele havia adquirido.
Aristóbulo reinou e exerceu o sumo sacerdócio por três anos e três meses.

## Aliança com os Nabateus
Em 66 a.C., Antípatro, governador da Idumeia, um homem rico, energético e criador de problemas, que temia Aristóbulo, conspirou com o partido de Hircano, alegando que não era sábio deixar no poder um homem que havia tomado à força. Antípatro disse a Hircano que Aristóbulo pretendia matá-lo, mas Hircano não acreditou. Finalmente, Antípatro convenceu Hircano a se refugiar em Petra, onde estava a corte de Aretas, rei da Arábia, região vizinha à Judeia. Antípatro era próximo de Aretas, e Hircano prometeu que, caso ele fosse restaurado no seu reino, devolveria as doze cidades que Alexandre Janeu havia tomado dos árabes: Medaba, Naballo, Livias, Tharabasa, Agalla, Athone, Zoara, Orouae, Marisa, Rydda,
Lusa e Oryba.
Em 65 a.C., Aretas, com um exército de cinquenta mil homens, derrotou Aristóbulo. Depois da batalha, vários homens debandaram de Aristóbulo e se uniram a Hircano. Aristóbulo se refugiou em Jerusalém. Aretas o cercou no templo. O povo ficou do lado de Hircano, mas os sacerdotes apoiaram Aristóbulo.

## Intervenção Romana
Marco Emílio Escauro, enviado por Pompeu a Damasco durante as Guerras Mitridáticas, recebeu os embaixadores enviados por Hircano e por Aristóbulo. Ambos tentaram corrompê-lo com quatrocentos talentos. Ele aceitou o dinheiro de Aristóbulo e enviou embaixadores a Aretas e Hircano, comandando em nome dos romanos e de Pompeu, que eles levantassem o cerco. Assim que as tropas se retiraram, Aristóbulo lutou contra eles em Papyron e matou sete mil do inimigo, inclusive Cephalius, irmão de Antípatro.
Outros embaixadores foram enviados a Pompeu. Nicomedes, o embaixador de Aristóbulo, reclamou que Gabínio havia recebido trezentos talentos e Escauro quatrocentos, mas eles haviam se tornado seus inimigos. Pompeu ordenou Hircano e Aristóbulo à sua presença.
Hircano reclamou que Aristóbulo havia usurpado o trono à força, e Aristóbulo disse que Hircano foi removido porque era preguiçoso e desprezado pelo povo. Pompeu criticou a violência de Aristóbulo, e prometeu que iria resolver o problema assim que lidasse com a situação dos nabateanos.
Em 64 a.C., na Judeia, Pompeu marchou contra Aristóbulo. Aristóbulo fingiu submissão a Pompeu, enquanto reforçava a cidadela e preparava-se para a guerra. Quando Pompeu estava em Jericó, chegou a notícia da morte de Mitrídates VI do Ponto, que deixou o general e suas tropas muito felizes. Logo em seguida ele marchou contra Jerusalém, mas Aristóbulo fechou as portas.
A tática adotada pelos romanos no cerco, foi de só fazer as obras do cerco durante os sábados, porque os judeus no Sabbath, tinham permissão de fazer guerra defensiva, mas não de fazer guerra ofensiva. Jerusalém caiu no terceiro mês de cerco e doze mil judeus foram mortos.

## Restauração
Pompeu restaurou Hircano como sumo sacerdote, e entregou o governo a ele, porém proibiu-o de usar uma coroa. Os judeus se tornaram tributários dos romanos.
Em 57 a.C., Alexandre, filho de Aristóbulo, que havia escapado quando Aristóbulo foi levado cativo a Roma, iniciou uma rebelião, e reuniu dez mil soldados de infantaria e mil e quinhentos de cavalaria. Hircano havia tentado reconstruir as muralhas de Jerusalém, derrubadas por Pompeu, mas os romanos não deixaram. Alexandre foi derrotado por Gabínio. Gabínio foi a Jerusalém, e diminuiu o poder de Hircano, deixando a Judeia ser governada por uma aristocracia.
Em 47 a.C., Antígono, outro filho de Aristóbulo, reclamou com Júlio César que seu pai havia sido assassinado por aliados de Pompeu, e seu irmão por Cipião. Ele acusou Hircano e Antípatro, mas César confirmou Hircano como sumo sacerdote, e entregou o governo da Judeia a Antípatro. Antípatro colocou seu filho Fasael, seu filho mais velho, como governador de Jerusalém e Herodes, seu segundo filho, então com vinte e cinco anos de idade, como governador da Galileia. Segundo Ussher, Josefo errou a idade de Herodes, escrevendo quinze no lugar de vinte e cinco.
Em 43 a.C., Malico envenenou Antípatro, quando este estava em uma festa, na casa de Hircano. Os filhos de Antípatro, Fasael e Herodes, ficaram furiosos, mas como Fasael queria evitar uma guerra civil, aceitaram as explicações de Malico. Quando Cássio estava preparando a guerra contra Antônio, ele planejou a deposição de Hircano e a tomada do reino para si. Herodes soube deste plano, convidou Malico e Hircano para jantar com ele, e ordenou a morte de Malico.
Em 42 a.C., Antígono, filho de Aristóbulo, invadiu a Judeia com ajuda de Ptolemeu, filho de Meneu, Fábio, governador romano de Damasco, e Marion, tirano de Tiro. Eles foram derrotados por Herodes. Herodes se casou com Mariana, cujo pai era Alexandre, filho de Aristóbulo e cuja mãe era Alexandra, filha de Hircano.

## Exílio
Em 40 a.C., Pácoro, filho do rei dos partas, capturou a Síria e a Palestina, e depôs Hircano, colocando em seu lugar seu sobrinho Antígono. Hircano e Fasael foram aprisionados pelos partas, mas Herodes e seu irmão mais novo Feroras conseguem escapar.
Aristóbulo, para evitar que Hircano voltasse a se tornar sumo sacerdote, cortou suas orelhas, pois o sumo sacerdote não poderia ter membros faltando (Levítico 21:17–21). Fasael, sabendo que seria executado, cometeu suicídio batendo sua cabeça contra uma pedra. Hircano foi levado para a Pártia. Hircano foi bem tratado por Fraates, e viveu na Babilônia, onde havia vários judeus, que o trataram como rei e sumo sacerdote.

## Retorno a Jerusalém e morte
Em 37 a.C., depois que Herodes se tornou rei da Judeia, ele trouxe de volta Hircano, em troca de presentes dados a Fraates. Herodes chamou Hircano de pai, de forma a que ele não suspeitasse de nenhuma traição. Herodes trouxe da Babilônia um homem da família sacerdotal chamado Ananelo e fez dele sumo sacerdote.
Em 30 a.C., Alexandra, filha de Hircano, queria que Herodes fosse punido por Augusto, e aconselhou seu pai a pedir proteção a Malco, rei da Arábia. Hircano se convenceu do perigo que Herodes representava e escreveu cartas contra Herodes. Este teve acesso às cartas, e ordenou a morte de Hircano por traição.